# Coenonympha rufa
Coenonympha rufa är en fjärilsart som beskrevs av Gauckler 1909. Coenonympha rufa ingår i släktet Coenonympha och familjen praktfjärilar. Inga underarter finns listade i Catalogue of Life.